# Gleisdorfer Straße
Die Gleisdorfer Straße (B 65) ist eine Landesstraße B in der Steiermark und dem Burgenland. Sie führt auf einer Länge von 63 km in zwei Teilstrecken von Graz nach Heiligenkreuz im Lafnitztal.

## Verlauf
Der erste Abschnitt führt über 47 Kilometer von der steirischen Landeshauptstadt Graz (Bezirk Leonhard) durch das Oststeirische Hügelland über Gleisdorf zur Anschlussstelle Ilz an der Süd Autobahn (A 2).
Der 22 Kilometer lange Abschnitt zwischen Graz und Gleisdorf wird nach dem gleichnamigen Grazer Stadtteil Ries auch als Riesstraße (vulgo die Ries) bezeichnet.
Die 13 km lange Strecke von der Anschlussstelle Ilz an der Süd Autobahn (A 2) bis zur steirisch/burgenländischen Landesgrenze bei Fürstenfeld wurde in Fürstenfelder Straße (B 319) umbenannt und wurde mit der Eröffnung der Fürstenfelder Schnellstraße (S 7) ersetzt. 
Im Burgenland wird die Straße in ihrem weiteren Verlauf wieder als B 65 bezeichnet und führt über 16 Kilometer von Rudersdorf zur Staatsgrenze mit Ungarn bei Heiligenkreuz im Lafnitztal. Dieser Abschnitt ist noch Teil der Europastraße 66 (E 66) und soll wie die B 319 durch die in Bau befindliche Fürstenfelder Schnellstraße (S 7) ersetzt werden.

## Geschichte
Die Strata hungarica (Ungarische Straße) führte von Graz nach Ungarn. Sie diente vor allem dem Gütertransport. Seit dem 1. April 1839 fuhr zweimal wöchentlich eine Postkutsche zwischen Graz und Fürstenfeld. Im Jahr 1847 gab es im steirischen Streckenabschnitt Mautstationen in Gleisdorf, in Ilz, an der Feistritzbrücke und in Fürstenfeld, die der Staatskasse rund 5500 Gulden einbrachten. Am 20. März 1855 genehmigte Kaiser Franz Joseph den Neubau einer weniger steilen Straße von der Bergkette des Oststeirischen Hügellandes hinab zur Rabnitzbrücke, die 95.000 Gulden kosten sollte.
Die Ungar-Straße zwischen Graz und der Landesgrenze gehört zu den ehemaligen Reichsstraßen, die 1921 als Bundesstraßen übernommen wurden. Die Fürstenfelder Straße im Burgenland (zwischen Fürstenfeld und Heiligenkreuz) wurde 1923 ebenfalls in das österreichische Bundesstraßennetz aufgenommen. Im Zuge von Arbeitsbeschaffungsmaßnahmen wurde der Streckenabschnitt zwischen Rudersdorf und Dobersdorf ab 1937 zu einer modernen Autostraße ausgebaut. Bis 1938 wurde die Fürstenfelder Straße als B 22 bezeichnet, nach dem Anschluss Österreichs wurde die Fürstenfelder Straße bis 1945 als Teil der Reichsstraße 333 geführt.
Gemäß Bundesstraßengesetz von 1971 sollte die Fürstenfelder Schnellstraße S 7 die Fürstenfelder Straße zwischen Ilz und Heiligenkreuz ersetzen. Diese Schnellstraße wurde jedoch noch nicht gebaut, deshalb wurde am 1. April 1983 die Bundesstraße 65 wieder bis Heiligenkreuz verlängert.